# رودا كيركراده
رودا كيركراده  نادي كرة قدم هولندي تأسس عام 1962 م بعد اندماج ناديي مدينة كيركراده ، رابيد ياي سي ورودا سبورت ، مركز النادي هو مدينة كيركراده التي تقع في شرق مقاطعة ليمبورخ ، و تمر الحدود مع ألمانيا داخل المدينة ، و يعرف الجزء الألماني باسم مدينة هيرتوغنرات ، ملعب الفريق هو ملعب باركستاد ليمبورخ افتتح في عام 2000 ، و هو يتسع لحوالي 20000 متفرج ، علماً أن الرقم القياسي لعدد الجماهير سجل في عام 2002 عندما خسر الفريق بركلات الترجيح أمام الميلان الإيطالي في كأس الاتحاد الأوروبي ، و من أبرز اللاعبين الذين لعبوا للنادي ديك أدفوكات مدرب منتخب أستراليا الحالي ، و رود هيسب حارس مرمى برشلونة الإسباني في التسعينات و تيجاني بابانغيدا نجم المنتخب النيجيري في نفس الفترة ، لعبوا خلال مسيرتهم في صفوف رودا ياي سي ، حافظ رودا ياي سي على مقعده في الدرجة الأولى منذ صعوده عام 1993 ، وهو يعتبر من الأندية الهولندية القوية رغم عدم تحقيقه لانجازات عديدة.